# Stipa wurdackii
Stipa wurdackii är en gräsart som beskrevs av Oscar Tovar. Stipa wurdackii ingår i släktet fjädergrässläktet, och familjen gräs. Inga underarter finns listade i Catalogue of Life.